# Herman Potočnik Noordung

## Životopis
Herman Potočnik rođen je 22. prosinca 1892. u Puli, što potvrđuje izvod iz matične knjige rođenih koja se čuva u pazinskom arhivu. Njegov otac, dr. Jože Potočnik, rodom iz okolice Slovenj Gradeca, mornarički je liječnik u Puli od 1866. godine a poslije i general u Austrougarskoj vojsci. Sudionik je slavne bitke kod Visa, gdje je austrougarska mornarica pod Tegetthoffovim zapovjedništvom porazila talijansku mornaricu. Hermanova majka Minka, rođena Kokoschinegg, bila je kći mariborskog trgovca češkog podrijetla. 
Djetinstvo je proživio u rodnom mjestu i Mariboru, od 1910. – 1913. pohađa tehničku vojnu akademiju u Modlingu i završava je kao stručnjak za gradnju željezničkih pruga i mostova s činom natporučnika. Godinu dana nakon školovanja čeka ga 1. Svjetski rat.
Zadnju godinu rata proveo je na frontu između Soče i Piave, gradeći mostove i pruge, ali i rušeći ih, ovisno o tome je li austrougarska vojska napredovala ili se povlačila. Kao satnik umirovljen je u dobi od 26 godina jer mu je zdravlje ozbiljno narušeno, bolovao je od kronične upale pluća.
Nakon rata studirao je strojarstvo na Visokoj tehničkoj školi u Beču gdje je 1925. godine diplomirao kao inženjer - stručnjak za raketnu tehnologiju. U takvu specijalizaciju najvjerojatnije ga je usmjerilo sudjelovanje u radu sveučilišnog društva za zrakoplovnu tehniku koje je imalo i raketni odjeljak. Nakon završenih studija živi kod brata u Beču i potpuno se posvećuje raketnoj i svemirskoj tehnici. Bolest nezadrživo napreduje. Svoju knjigu “Das Problem der Befahrung des Weltraums” – Problem vožnje svemirom, pisao je već na samrtnoj postelji. Ipak dočekao je njen izlazak iz tiska, 1929. godine. Umro je 27. kolovoza iste godine, u velikom siromaštvu, u dobi od 36 godina. Pokopan je u Beču, na evangelističkom dijelu omanjeg groblja Wien Simmering. Zbog prekoračenja roka za produljenje najamnine, administracija je donijela odluku da se grob prekopa i danas nije vidljiv. 

## Tehnička inovativnost i vizionarstvo
Sve što je ostalo nakon Hermana Potočnika jest svjedočanstvo njegove jedine knjige u kojoj je dao cjelovit pregled svih bitnijih ideja i iskustava iz astronautike. Tehnička rješenja koja u ono vrijeme nudi Noordung iznenađujuće su nova i originalna. Ona u cjelini predstavljaju pravi strateški nacrt za ljudski prodor u svemir. Počeo je s gravitacijskim problemima i raketnim pogonom kao rješenjima za svemirski motor. Nastavio je s problemima uzlijetanja i spuštanja svemirske rakete, predložio je konkretna tehnička rješenja te naznačio pravce kasnijeg razvoja. U nastavku razmatrao je probleme čovjekovog boravka u svemirskom prostoru. Posebno se zadržao na konstrukcijskim pitanjima umjetnog satelita i svemirske stanice. Načinio je nacrt geostacionarnog satelita i s nevjerojatnom točnošću odredio visinu na kojoj će kružiti satelit (35.900 km) i brzinu njegova kruženja (3.080 m/s) Potočnik ga je slikovito označio kao ”jednostavno kružeće tijelo koje kao vrh zamišljenog ogromnog tornja čvrsto stoji nad zemaljskom površinom”, i zapravo je “svemirska stanica s nadmorskom visinom od 35.000.000 m”. Kad je američki prvi geostacionarni telekomunikacijski satelit “Syncom” godine 1963. zauzeo upravo takav položaj, koji je izračunao Potočnik, čuveni Verner Von Braun, tvorac zloglasne rakete V2, je uspjeh povezan s tim satelitom ovako komentirao: “Udaljenost od Zemlje i približnu točku u svemiru sa zavidnom je točnošću odredio još 1928. umirovljeni satnik austrijske vojske inž. Herman Potočnik. Njegova knjiga “Problem vožnje svemirom” povijesna je prekretnica u svjetskoj svemirskoj i raketnoj tehnici”.
Dok je geostacionarni satelit nesporni Potočnikov izum, svemirske postaje dosjetio se prema nekim starijim prijedlozima koje je razmotrio do pojedinosti. Prema Potočnikovoj zamisli ona bi se sastojala od tri objekta: stambenog kola, sunčeve elektrane i promatračnice. U stambenom kolu trebala bi biti normalna atmosfera i gravitacija kao na Zemlji, zbog čega bi se veliki kotač morao svakih 8 sekundi okrenuti oko osi. Potočnik je razmotrio opskrbu vodom, zrakom, svjetlom i toplinom. Komunikaciju je riješio vrlo konzervativno svjetlosnom telegrafijom, žičanim telefonskim vezama te komuniciranjem preko radija. 
U posljednjem dijelu svoje knjige Potočnik je, istina, više načelno, pa ipak izvanredno vizionarski, pisao o mogućnostima ljudskog prodora u izvanzemaljski prostor, prema drugim planetima i dalje prema zvijezdama. On najavljuje fuzijski i fotonski raketni pogon koji bi omogućio dosezanje relativističkih brzina sasvim bliskih svjetlosnoj.
Potočnikova vizionarska predviđanja u velikoj su se mjeri već ostvarila: geostacionarni satelit, raketoplan, međunarodna svemirska postaja itd. Čovjek može živjeti i raditi u svemiru na način koji je predviđao Potočnik. Svemirsko kolo za stanovanje s umjetnom gravitacijom još čeka na realizaciju, a razni prijedlozi za njega veoma su slični Potočnikovom. Predstoje letovi dalje od Mjeseca, prema Marsu i drugim planetima. Potočnik je vjerovao da još negdje u svemiru ima inteligentnog života. Proširenje čovjeku dostupnog svemira, smatra on, povećava mogućnost da se susretne s takvim životom, u svakom slučaju Zemljani će u dalekoj budućnosti naseliti i druga nebeska tijela. 
Mnogi autori smatraju da je uz ruskog fizičara Konstantina E. Ciolkovskog, američkog fizičara i eksperimentatora, Roberta H. Goddarda te njemačkog teoretičara Hermanna Obertha, umirovljeni satnik austrijske vojske inž. Herman Potočnik najvažnija figura pionirskog doba astronautike.
Tehnička inovativnost i vizionarstvo osigurali su inž. Potočniku, poznatijem u krugovima stručnjaka pod pseudonimom Noordung, stalno mjesto u svjetskoj povijesti astronautike.
Noordunogva knjiga prevedena je na ruski 1935., na slovenski 1986 u izdanji Slovenske matice, na engleski 1995., na hrvatskom izlazi u prijevodu Marina Fonovića i u izdanju Labin Art Expressa tek 75 godina nakon objavljivanja.

## Vanjske poveznice
- Herman Potočnik Hrvatska tehnička enciklopedija, portal hrvatske tehničke baštine. LZMK